# Weikerstetten
Weikerstetten ist eine Kleinsiedlung auf der Gemarkung des Hauptortes Königheim der Gemeinde Königheim im Main-Tauber-Kreis in Baden-Württemberg.

## Geographie

### Geographische Lage
Die zu Königheim gehörende Kleinsiedlung Weikerstetten ist an der B 27 gelegen.

### Schutzgebiete
Auf der Gemarkung des Königheimer Ortsteils Weikerstetten gibt es mit dem Gebiet Adell ein 18,2 Hektar umfassendes Naturschutzgebiet.

## Geschichte
Im Jahre 1301 wurde Weikerstetten erstmals urkundlich erwähnt. Auf dem Messtischblatt Nr. 6323 „Tauberbischofsheim“ von 1886 sowie auf dessen aktualisierten Versionen von 1928 und 1944 war der Ort jeweils als Weikerstetten mit etwa einem Dutzend Gebäuden und ohne nennenswerten Siedlungszuwachs verzeichnet.

## Bevölkerung
Weikerstetten hat etwa 50 Einwohner, von denen ein Großteil Landwirtschaft betreibt.

## Kultur und Sehenswürdigkeiten

### Weikerstetter Kapelle

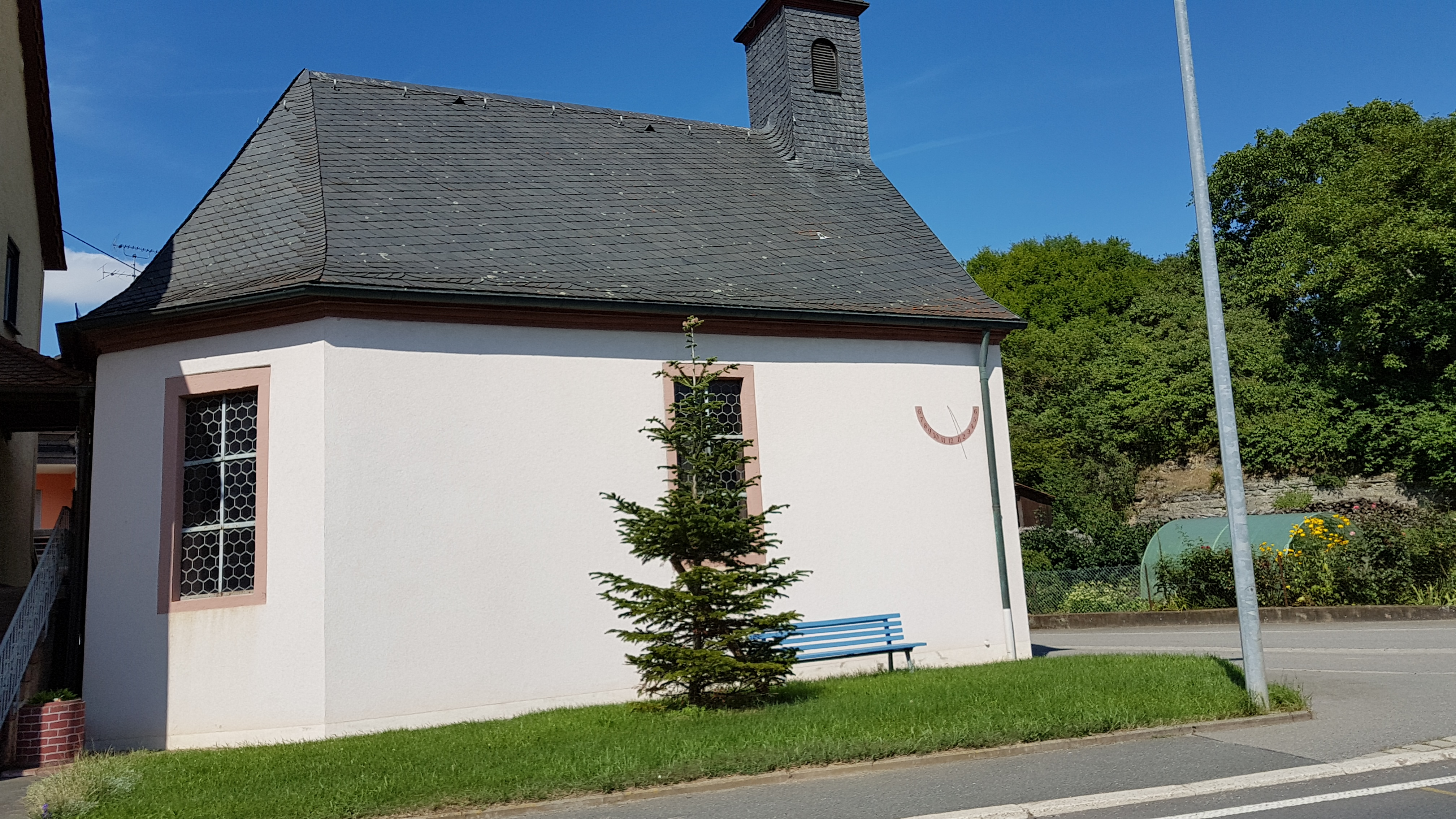
Weikerstetter Kapelle (2017)

In der Mitte der Wohnsiedlung befindet sich eine kleine Kapelle, in der regelmäßig Gottesdienste abgehalten werden.

### Rad- und Wanderwege
Weikerstetten liegt an einem Radweg von Königheim nach Schweinberg, der in Königheim vom Brehmbachtalradweg abzweigt. Der neunte Rundwanderweg im Lieblichen Taubertal (LT9) mit der Bezeichnung Über das Hohe Bild zur Schutzengelkapelle führt von Königheim über Weikerstetten und Gissigheim.

## Wirtschaft und Infrastruktur

### Solarpark Weikerstetten
Im Januar 2020 wurden Pläne für die Photovoltaik-Freiflächenanlage „Solarpark Weikerstetten“ veröffentlicht. Projektiert werden soll der Solarpark von der Energiebauern GmbH aus Bayern. Der „Solarpark Weikerstetten“ soll auf einer 10,4 Hektar großen Fläche im Gewann Blauer Himmel neben einem Hochbehälter entstehen. Seine jährliche Leistung wird mit etwa neun Megawatt-Peak (MWp) veranschlagt. Es handelte sich um den ersten Solarpark auf Königheimer Gemarkung. Noch im selben Jahr wurde eine zweite Anlage bei der Schwarzfeld-Siedlung genehmigt. 2022 folgte ein Solarpark bei Hof Birkenfeld.

### Verkehr
In der Kleinsiedlung liegt die gleichnamige Straße Weikerstetten.